# 喜山岩蜥
喜山岩蜥（学名：Laudakia himalayana）为鬣蜥科岩蜥属的爬行动物，俗名喜山鬣蜥。其种加词“himalayana”意为“喜马拉雅山脉的”。分布于土库曼斯坦、向东经塔吉克斯坦至吉尔吉斯斯坦、阿富汗、巴基斯坦、印度以及中国大陆的新疆等地，主要栖息于岩石间。其生存的海拔上限为3395米。该物种的模式产地在印度克什米尔。

## 保护
本种于2023年被收录入《有重要生态、科学、社会价值的陆生野生动物名录》。